# スウィフト (航空機)
スウィフト
(Swift)
フットランチによる発航前のスウィフトライト(Swift'Lite)
- 用途：グライダー
- 分類：フットランチグライダー
- 設計者：ブライトスターグライダーズ及びスタンフォード大学
- 製造者：Aériane（英語版）
- 初飛行：1989年
- 原型機：オデッセイ
- 派生型：ミレニアム[1]

スウィフト(Swift)は、翼幅12.2 mのリジッドウィングを持つ無尾翼フットランチグライダーである。スウィフトは「スウィフトライト」("Swift'Lite")で置き換えられている。
スウィフトの設計はカリフォルニア州で行われたが、ベルギーのジャンブルーに拠点を置くAériane社によって製造されている。Aériane社は当初、ライセンスの下でスウィフトを製造していたが、現在では唯一の製造者である。

## 設計及び開発

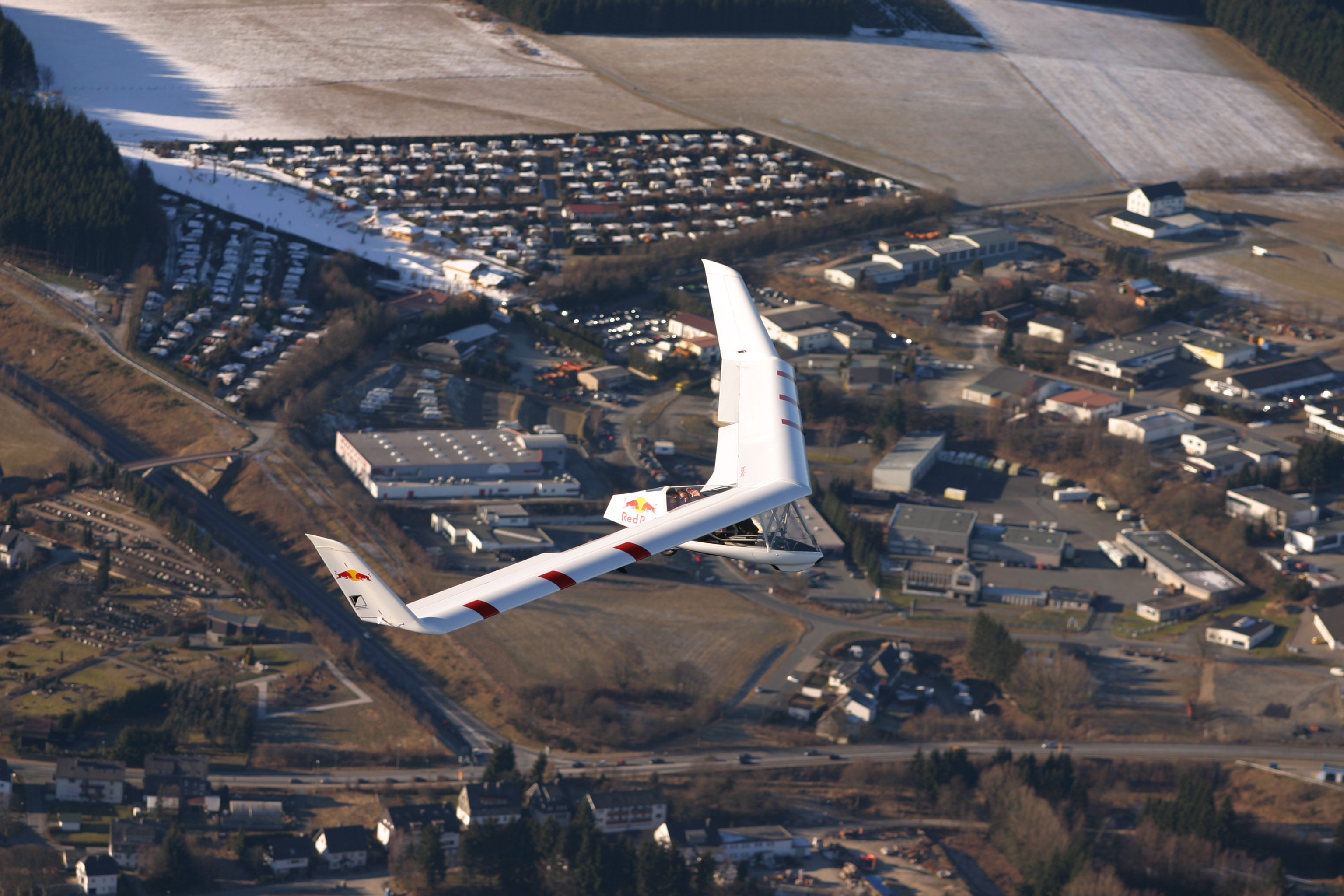
飛行中のスウィフトライト(Swift'Lite)

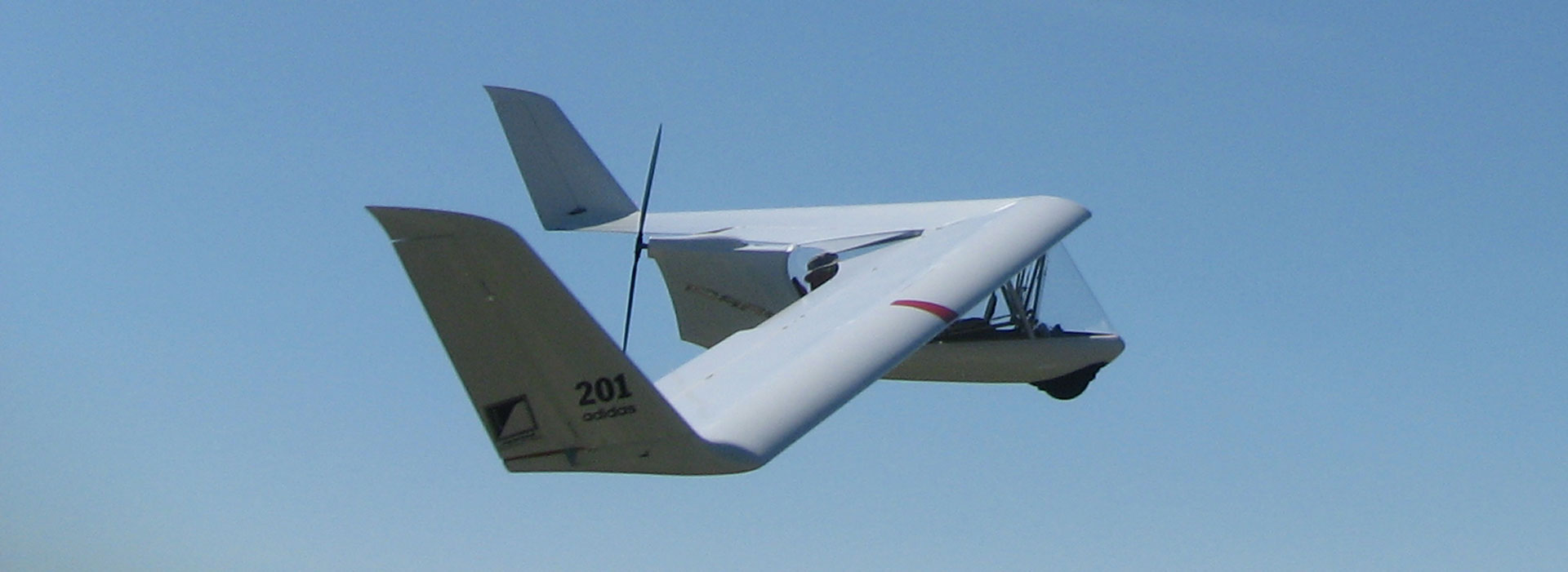
単座軽量モーターグライダー　スウィフト

一般に'Swept Wing with Inboard Flap Trim'のアクロニムと考えられているスウィフト(Swift)は元々グライダーに匹敵する性能を持つリジッドウィングハンググライダーとして構想された。Ilan Kroo教授とスタンフォード大学の大学院生のグループがスタンフォードSWIFTプロジェクトを行っている間に、ブライトスターグライダーズ社は、原型となる1989年アメリカハンググライダー選手権大会で優勝したオデッセイを開発していた。ブライトスターのBrian Porterとスタンフォード大学の学生だったSteve Morrisが出会ったことで、この二つのプロジェクトは合流した。ブライトスターは改修されたSWIFTを組み上げ、1989年12月に初飛行が行われた。
後退翼は後縁全体に亘って操縦翼面を持ち、翼幅内側42%がフラップ、外側58%がエレボンで占められていた。大型のウィングレットは垂直安定板として機能し、密閉型コクピットはヨー方向の安定性に寄与する安定板をもつ従来型の胴体を併せ持っている。このウィングレットは1989年の原型機では操縦翼面を持たなかったため、パイロットはエレボンを駆使して旋回した。
オリジナルのスウィフトは製造終了となっており、「スウィフトライト」(Swift'Lite)と呼ばれる改良版に置き換えられている。この新型機種のウィングレットはルータン ロング・イージーのように片側だけ使用すると方向舵になり、両側同時に使用するとエアブレーキとなる。更に、スウィフトライトは前身であるオリジナルのスウィフトと比較して20%軽量化されており、より軽快な操縦性、より低い失速速度、滑空比27:1への向上、より良好なパイロットの視界と快適性、単純化された組み立て手順を持つと主張されている。

## 派生機種
機種の幅を広げるため、以下のように様々な異なる「胴体ポッド」が主翼の下に取り付けられてきた。
- 主力製品であるフットランチグライダー「スウィフトライト」 (Swift'Lite)
- 自力発航可能な12馬力 (8.9 kW) 2ストロークエンジン(後の変更で18馬力 (13 kW)4ストロークエンジン)付きグライダー 「スウィフト-PAS」(Swift-PAS)
- 25馬力 (19 kW) 2ストロークエンジン付きモーターグライダー 「P-スウィフト」 (P-Swift)
- 電動機版 「スウィフト-ライトE」(Swift-Light E) 1回の充電で20分間の動力飛行が可能。オーストリア人ハンググライダーチャンピオンManfred Ruhmer（イタリア語版）により設計、販売されているセットアップの一部である10キロワット (13 hp)のモーター(Eck-Geiger HPD-10)、コントローラー、バッテリーシステムによって動力が供給される。
- 練習用2人乗りグライダー 「タンデムスウィフト」(Tandem Swift)

それぞれの胴体フレームは互換性があり、いずれの胴体フレームも同一の主翼に加えることができる。エンジン付きのスウィフトは、当初Arplast EcoPropの折り畳みプロペラを搭載していた。このプロペラはエンジン停止時に滑翔するためにフェザリングする。動力付きのスウィフトはフットランチできないが、代わりに前後に配置された2つの主車輪と翼端の小さなキャスターを備えている。

### 現行型
2020年10月時点において、Aériane社は以下に示す2種のスウィフトライト(Swift’Lite)のみを製造している。
- スウィフトライト(Swift’Light)：フットランチグライダー
- E-スウィフトライト(E-Swift’Light)：電動モーター搭載機[6]

## 性能諸元 (スウィフトライト(Swift'Lite))
出典: 
諸元
- 乗員: 1
- 全長:
- 全高:
- 翼幅: 12.8 m（42.0 ft）
- 翼面積: 12.5 m2 （134.5 sq ft）
- 空虚重量: 48 kg （105.8 lb）
- 最大離陸重量: 158 kg （348.3 lb）
- 後退角（25%翼弦）: 20°
- アスペクト比: 12.9
- パイロット重量: 55–100 kg (121.3–220.5 lb)

性能
- 超過禁止速度: 120 km/h （64.8 kn）
- 失速速度: 37 km/h (最大離陸重量、フラップ0°) （20.0 kn） 32 km/h (17.3 kn) (最大離陸重量、フラップ20°)
- Vra (Maximum Rough Air Speed): 100 km/h (54.0 kn)
- Vfe (フラップ20°以上のときの最大速度): 80 km/h (43.2 kn)
- Va (設計運動速度): 85 km/h (45.9 kn)
- 最小沈下率: 0.6 m/s (118.1 ft/min)(43 km/h (23.2 kn)のとき)
- 最良揚抗比: 27:1(70 km/h (37.8 kn)のとき)
- 荷重倍数: + 5.3g/-2.65g (安全率 1.5)

## 性能諸元 (スウィフト(Swift))
出典: 
諸元
- 乗員: 1
- 全長:
- 全高:
- 翼幅: 12.8 m（42 ft）
- 翼面積: 12.6 m2 （136 ft2）
- 空虚重量: 48.1 kg （106 lb）
- アスペクト比: 13:1

性能
- 沈下率: 200 ft/min (1.0 m/s) 半径100 ft (30 m)の旋回中
- 最小沈下率：118 ft/min (0.6 m/s)
- 揚抗比: 20:1(最大) 15:1(60 kn (111 km/h)のとき)

## References
1. 1 2 3  Ilan Kroo and Eric Beckman, with Brian Robbins, Steve Morris, and Brian Porter; "Development of the SWIFT: A Tailless Foot-Launched Sailplane", Hang Gliding, January 1991. IHPA online copy (retrieved 22 July 2020), Stanford online copy. (retrieved 22 July 2020)
2. ↑  大文字で"SWIFT"はSwept Wing with Inboard Flap Trim(訳：トリム用内翼フラップ付き後退翼)のアクロニムでもある。
3. ↑  http://www.aeriane.com
4. ↑  Bertrand, Noel; Rene Coulon; et al: World Directory of Leisure Aviation 2003-04, pages 41 and 52. Pagefast Ltd, Lancaster OK, 2003. ISSN 1368-485X
5. ↑  Aériane Swift promotional DVD video
6. ↑  Statement by Vincent Piret, Aeriane s.a., 14 October 2020
7. ↑  https://aeriane.com/wp-content/uploads/2019/11/Swift-Light-Flight-Manual.pdf
8. ↑  “Development of the SWIFT”.  USA:  aero.stanford.edu. 2011年9月5日時点のオリジナルよりアーカイブ。2012年3月16日閲覧。